# Мадалена (Томар)
Мадалена (порт. Madalena) — район (фрегезия) в Португалии, входит в округ Сантарен. Является составной частью муниципалитета Томар. По старому административному делению входил в провинцию Рибатежу. Входит в экономико-статистический субрегион Медиу-Тежу, который входит в Центральный регион. Население составляет 3466 человек на 2001 год. Занимает площадь 30,56 км².